# Скалинок (річка)
Скалинок — річка в Рогатинському районі Івано-Франківської області, ліва притока Студеного Потоку (басейн Дністра).

## Опис
Довжина річки приблизно 6 км. Висота витоку над рівнем моря — 295 м, висота гирла — 280 м, падіння річки — 15 м, похил річки — 2,5 м/км. Формується з декількох безіменних струмків.

## Розташування
Бере початок на західній стороні від села Верхня Липиця. Тече переважно на північний захід через села Жовчів та Данильче. На південній стороні віл села Пуків впадає в річку Студений Потік, ліву притоку Гнилої Липи.